# Apamea aethiops
Apamea aethiops là một loài bướm đêm trong họ Noctuidae. Loài này được Tutt miêu tả khoa học lần đầu tiên năm 1891.